# Звиде каЛанга
Звиде каЛанга (1758—1825) — вождь (инкоси) племенной конфедерации ндвандве (ок. 1805—1820). Один из могущественных противников Чаки.

## Биография
Сын и преемник инкоси ндвандве Ланга каХаба, умершего около 1805 года. Его матерью была шаманка Нтомбази (1742—1819).
Проводил агрессивную политику, стремясь расширить свои владения. Стал главным соперником инкоси мтетва Дингисвайо и его знаменитого полководца Чаки, короля зулусов.
Первоначально инкоси Дингисвайо одержал победу над Звиде и великодушно отпустил его из плена. Однако Звиде не отказался от своей политики и стал нападать на земли вассалов инкоси Дингисвайо. Вождь мтетва собрал большие силы и предпринял карательный поход на владения Звиде, который вновь потерпел поражение и был взят в плен. Дингисвайо собрал военный совет, на котором было принято решение освободить Звиде и наложить на него большой выкуп. Несмотря на свои поражения, Звиде продолжал проводить агрессивную политику.
В 1817 году Звиде совершил успешный поход на владение Мативаана, вождя племени нгваанов, вассала инкоси Дингисвайо. По приказу Звиде был убит Малузи, женатый на Номатули, сестре инкоси Дингисвайо. В ответ верховный инкоси Дингисвайо предпринял новый карательный поход на владения Звиде. Во время похода Дингисвайо был схвачен ндвандве и казнен в Ква-Дловупг, краале Звиде. После гибели своего вождя армия мтетва без боя отступила. Вождь зулусов Чака со своим войском, спешивший на соединение с Дингисвайо, после его смерти вернулся назад.
После смерти Дингисвайо Звиде продолжил завоевательную политику. Он вероломно заманил в засаду и убил вождя племени кумало Донда, территория которого находилась между его владениями и страной зулусов. Затем Звиде выступил против другого вождя кумало и своего зятя Матсобаны, который также был убит. Сын Матсобаны — Мзиликази (ок. 1790—1868) — вначале признал себя вассалом Звиде, но затем бежал к Чаке, который подчинил своей власти конфедерацию мтетва. Между тем Звиде быстро расширял свои владения, заставляя роды, жившие на севере, востоке и западе от его племени, вступать с ним в союз.
Весной 1818 года инкоси Звиде организовал большой военный поход на земли зулусов. Во главе армии ндвандве находился его старший сын и наследник Номахланджана. В мае в битве на холме Гокли Чака разбил войско ндвандве под предводительством Номахланджана, который потерял убитыми 7500 человек и вынужден был отступить. Среди убитых были сам Номахланджана и четверо его братьев. Несмотря на поражение и гибель своих сыновей, Звиде стал энергично готовиться к продолжению борьбы с Чакой и назначил главнокомандующим своей армии талантливого полководца Сошангане.
В 1819 году Звиде организовал второй карательный поход против Чаки. 18-тысячная армия ндвандве под командованием Сошангане потерпела сокрушительное поражение от армии мтетва и зулу в битве на реке Мхлатузе. После победы Чака во главе зулусской армии вторгся во владение Звиде и полностью опустошил их. Столица ндвандве была разрушена и сожжена, а почти весь скот ндвандве был захвачен зулусами. Сам инкоси Звиде вместе с сыновьями Сикуньяной и Сомапунгой бежал на северо-запад, затем он устремился прямо на север, переправился через реку Понгола, оставив Свазиленд по правую руку от себя, и перешёл реку Инкомати. В верховьях этой реки он и поселился с той частью своего племени, которой удалось спастись.
Звиде умер в 1825 году при неясных обстоятельствах, после чего его государство распалось из-за междоусобной борьбы его сыновей и полководцев.
В 1826 году инкоси Сикуньяна, сын и преемник Звиде, во главе большого войска предпринял поход на королевство зулусов, чтобы отвоевать назад владения ндвандве, потерянные при Звиде. Сикуньяна был так уверен в своей будущей победе, что ему удастся вернуть потерянные земли ндвандве, что вместе со своим войском вёл жен и детей воинов, а также стада скота. В новой битве зулусы одержали окончательную победу над ндвандве, уничтожили войско противника, а затем перебили жён и детей воинов, а огромные стада ндвандве достались победителям. Спастись от гибели удалось лишь Сикуньяне с несколькими приближёнными.
Крупные военачальники Звиде Сошангане (? — 1856) и Звангендаба (ок. 1785—1848) с частью ндвандве отступили на север и основали там свои королевства. Сошангане подчинил своей власти племена тсонга, разгромил португальские поселения в заливе Делагоа, Инамбане и Сена, основав собственную империю Газа, просуществовавшую до 1895 года. Другой полководец ндвандве Звангендаба также отступил на север, нанес поражение империи Розви в нынешнем Зимбабве и основал государство нгони в нынешнем Малави.